# Johann Joseph Resler

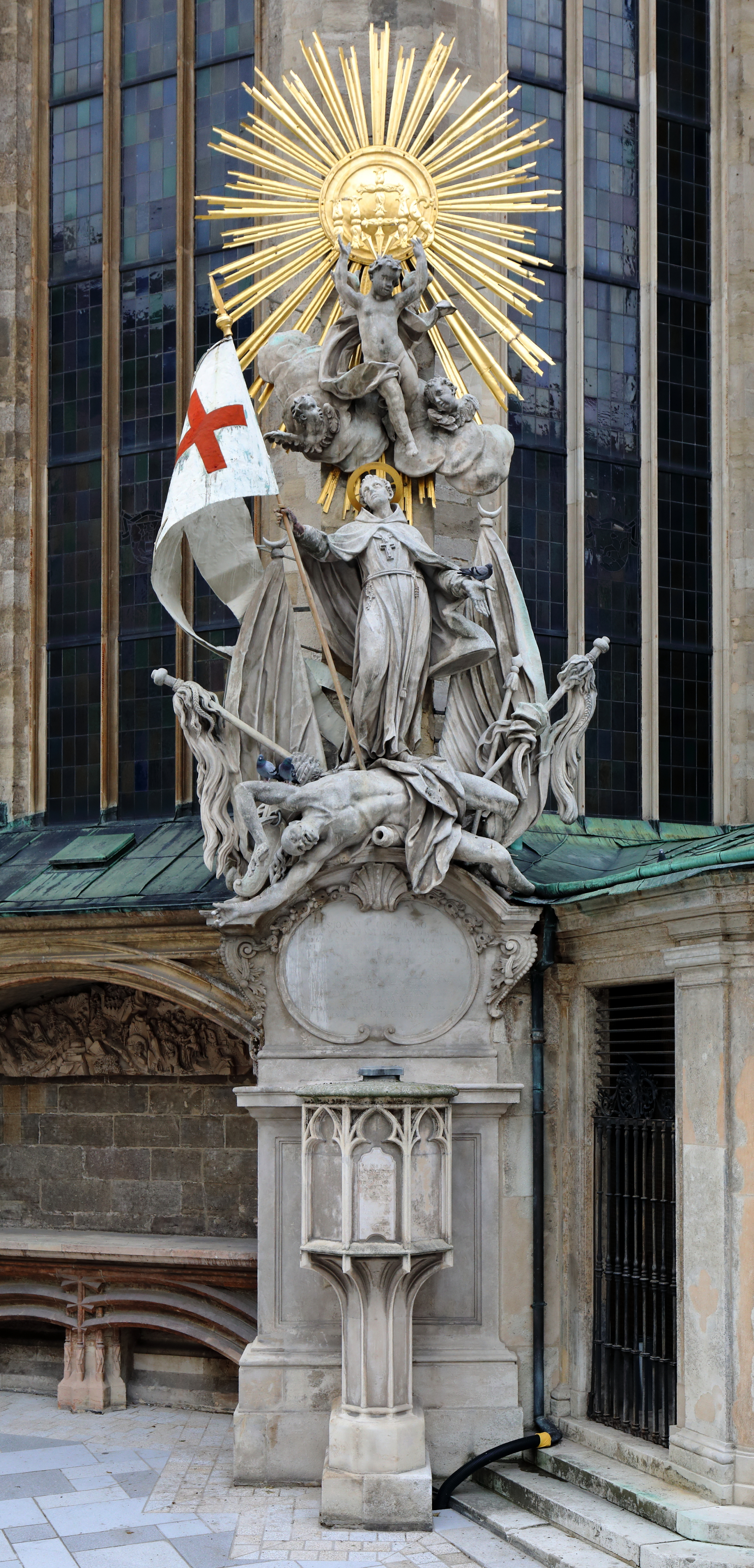
Kapistrankanzel

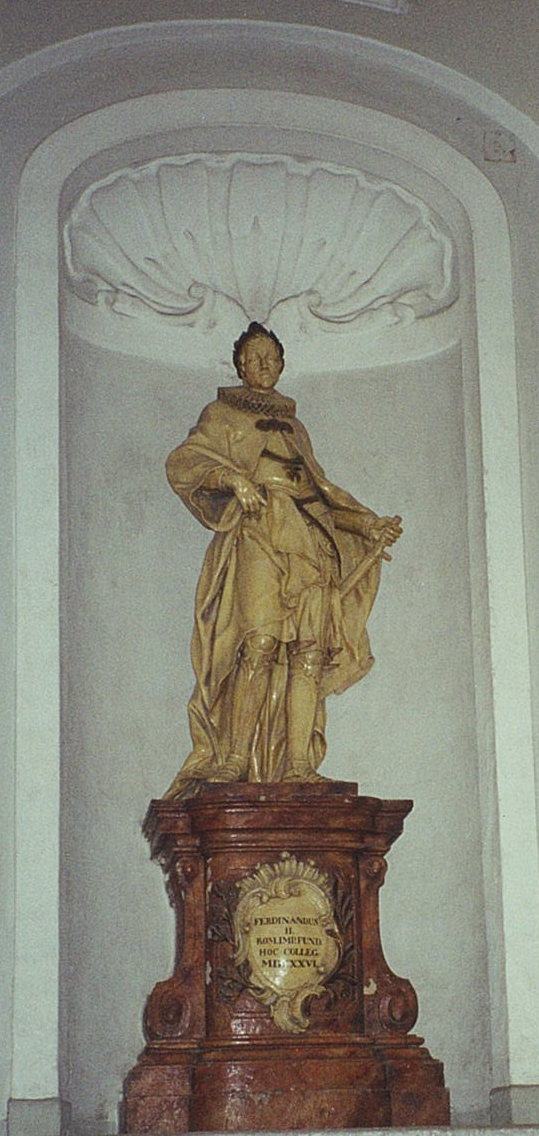
Ferdinand II. im Michaelerkolleg

Johann Joseph Resler, auch Johann Joseph Rößler und Johann Joseph Roehsler (* 12. Februar 1702 in der Pfarre St. Ulrich; † 9. April 1772 in der Josefstadt) war ein österreichischer kaiserlicher Hofbildhauer des Barock.

## Leben
Johann Joseph wurde als Sohn des aus Bozen zugewanderten Hof-Theatermalers Johann Heinrich Resler (1665–1727) und dessen Frau Magdalena, vormals Lecknerin, geboren. Sie wohnten in der Nähe von St. Ulrich, im Haus „Zur goldenen Schlange“. Er hatte eine Schwester und fünf Brüder, einer von ihnen, Johann Georg reifte zum erfolgreichen Maler. Beim Vater erhielt er eine grundlegende Ausbildung. 1727 ereignete sich der Tod beider Eltern.
1733, da war er bereits verheiratet, wohnte in der „Alstergasse“ im Haus „Zum weißen Löwen“, ist der Tod seines eineinhalbjährigen Sohnes belegt, dabei erstmals als Bildhauer bezeichnet.
Am 6. April 1735 starb im Stift Garsten mit dem Maler Karl Resler von Reslfeld ein Onkel, der ein beachtliches Vermögen hinterließ.

## Werke

### Dominikanerkirche in Znaim
Die Reformation des 16. Jahrhunderts fand in Znaim breiten Anklang. Die Reaktion darauf war, dass zu den älteren römisch-katholischen Ordenshäusern in der Gegenreformation die Niederlassungen der Jesuiten und Kapuziner hinzukamen, die sofort eine rege Bautätigkeit entfalteten. Dies wirkte auch auf die älteren Klöster, die mit hochrangigen Künstlern ihre Bauten neu- und umgestalteten.
Die Dominikanerkirche zum Heiligen Kreuz wurde 1653–1677 neu gebaut und erhielt nach 1730 eine neue Zweiturmfassade. Der Eggenburger Bildhauer Johann Caspar Högl gestaltete das Hauptportal. 1734 war Resler dort in Gesellschaft mehrerer in Wien ansässiger Künstler tätig, darunter auch der kaiserliche Hof-Bildhauer Lorenzo Mattielli. Er schuf Altarfiguren, sein erster bekannter Auftrag.
Lorenzo Mattielli verließ 1738 den Wiener Hof und trat in die Dienste von König August III. nach Dresden. Es war sicher auch die Enttäuschung, dass bei der Ausschreibung des neuen Brunnens auf dem Mehlmarkt (heute Neuer Markt) der junge Bildhauer Georg Raphael Donner als Sieger hervorging. Resler trat erst jetzt mit größeren eigenständigen Werken in Erscheinung, anfangs noch in der Formensprache Mattiellis. Er war die Jahre zuvor als Mitarbeiter Mattiellis tätig und übernahm daher in der Nachfolge die Bildhauerarbeiten für die Attika über dem Kuppelsaal des Stiftes Klosterneuburg.

### Capistrankanzel am Stephansdom in Wien
Resler gestaltete die figurale Gruppe über einer kleinen gotischen Kanzel am Stephansdom mit dem Prediger und Mönch Johannes von Kapistran im Jahre 1738. Die Entwurfszeichnung stammte von Franz von Roettiers, Reslers erste urkundlich belegte selbständige Arbeit. Durch diese prominente Arbeit wurde er bekannt und mehrere Aufträge folgten.

### Klage der Stuckateure
Die Zunft der Stuckateure beklagte sich, dass Johann Joseph Resler nicht nur als Bildhauer, sondern auch als Stuckateur tätig sei. Eine Anklage erfolgte am 20. Oktober 1739 bei der Niederösterreichischen Regierung. Der wurde stattgegeben, auch anderen Bildhauern wurde daraufhin verboten, Stuckarbeiten auszuführen.
Zwischen 1739 und 1745 übersiedelte er von der „Alstergasse“ in das „Radlmayerhaus“ (heute Josefstädter Straße 12), wo er bis zu seinem Tode wohnte und eine größere Werkstatt betrieb. Seine Steuerleistungen dieser Jahre weisen auf die Vielzahl seiner Aufträge.

### Jesuitenkirche in Raab
Resler reiste mit dem Wiener Steinmetzmeister Jacob Jäger am 13. Mai 1743 nach Raab zur Vertragserstellung. In der Steinmetzwerkstatt wurden Teile des Hochaltars gefertigt, der Bildhauer gestaltete die Statuen. Der Transport erfolgte auf dem Wasserweg über die Donau. Meister Jacob Jäger hatte zwei Jahre zuvor den Lehrling Johann Gehmacher zum Gesellen freigesprochen, der sich als Meister in den kaiserlichen Steinbruch am Leithaberg verfügte.

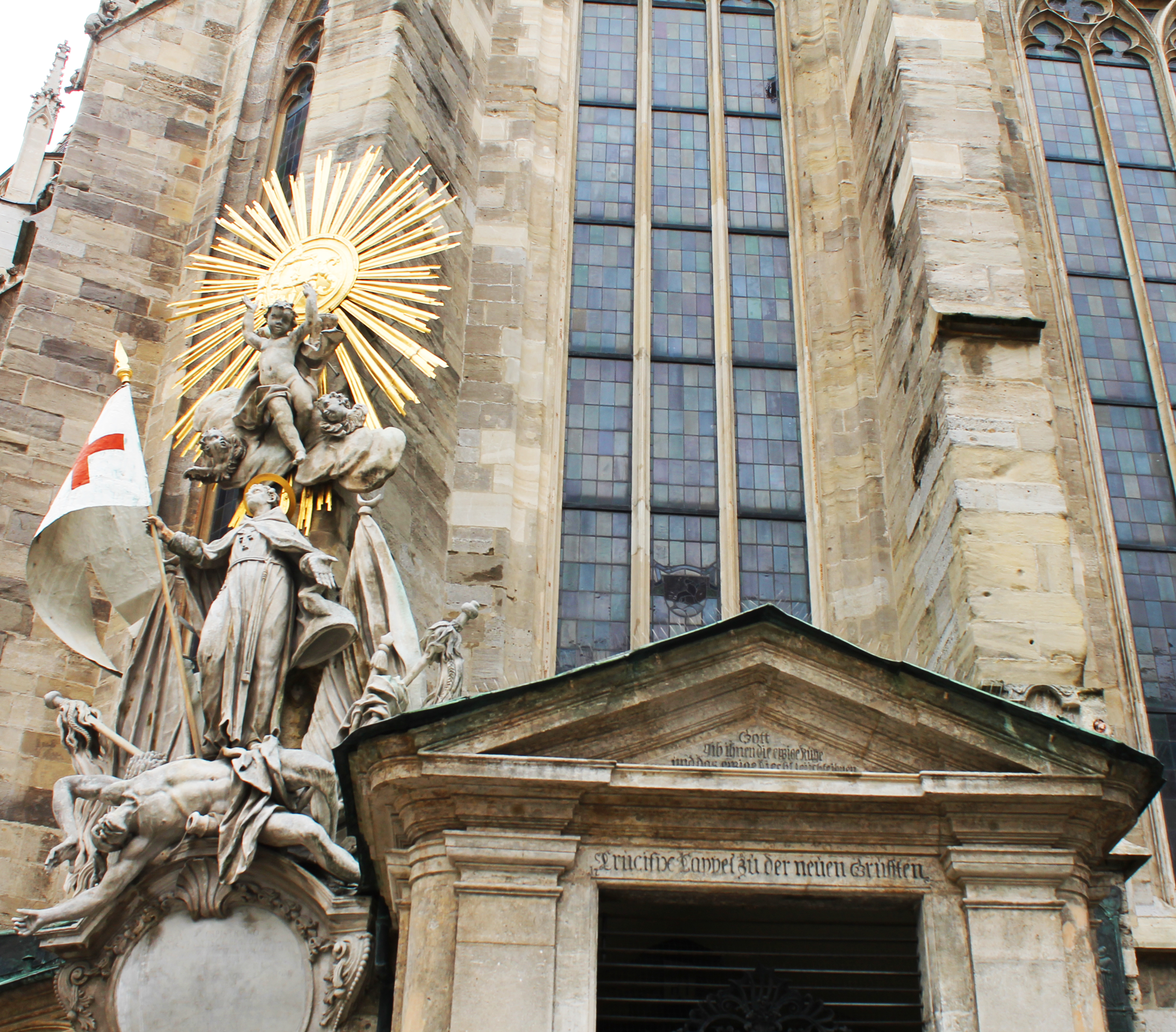
Stephansdom
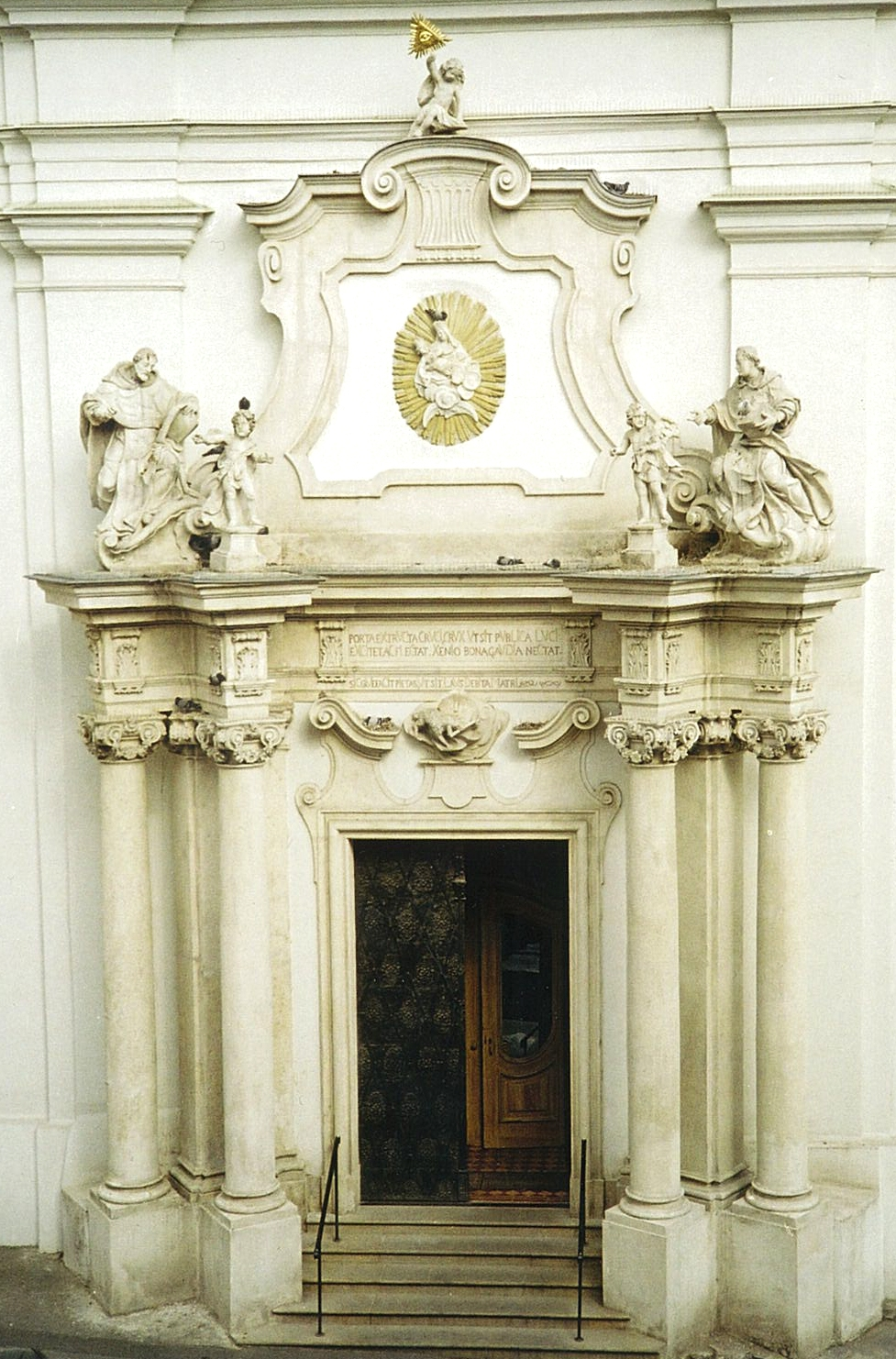
Znaim Portal Dominikaner-Kirche
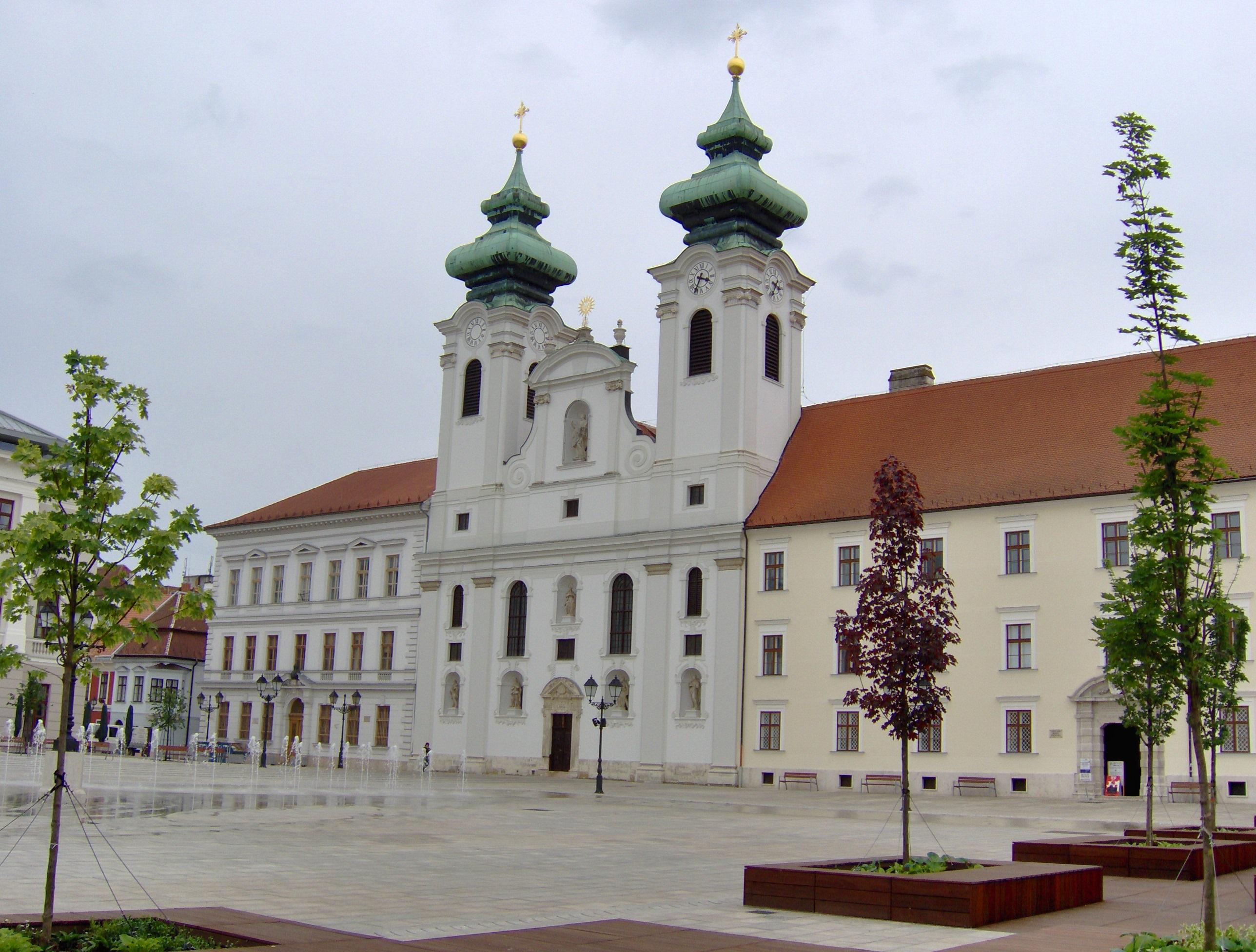
Ehemalige Jesuitenkirche Győr/Raab
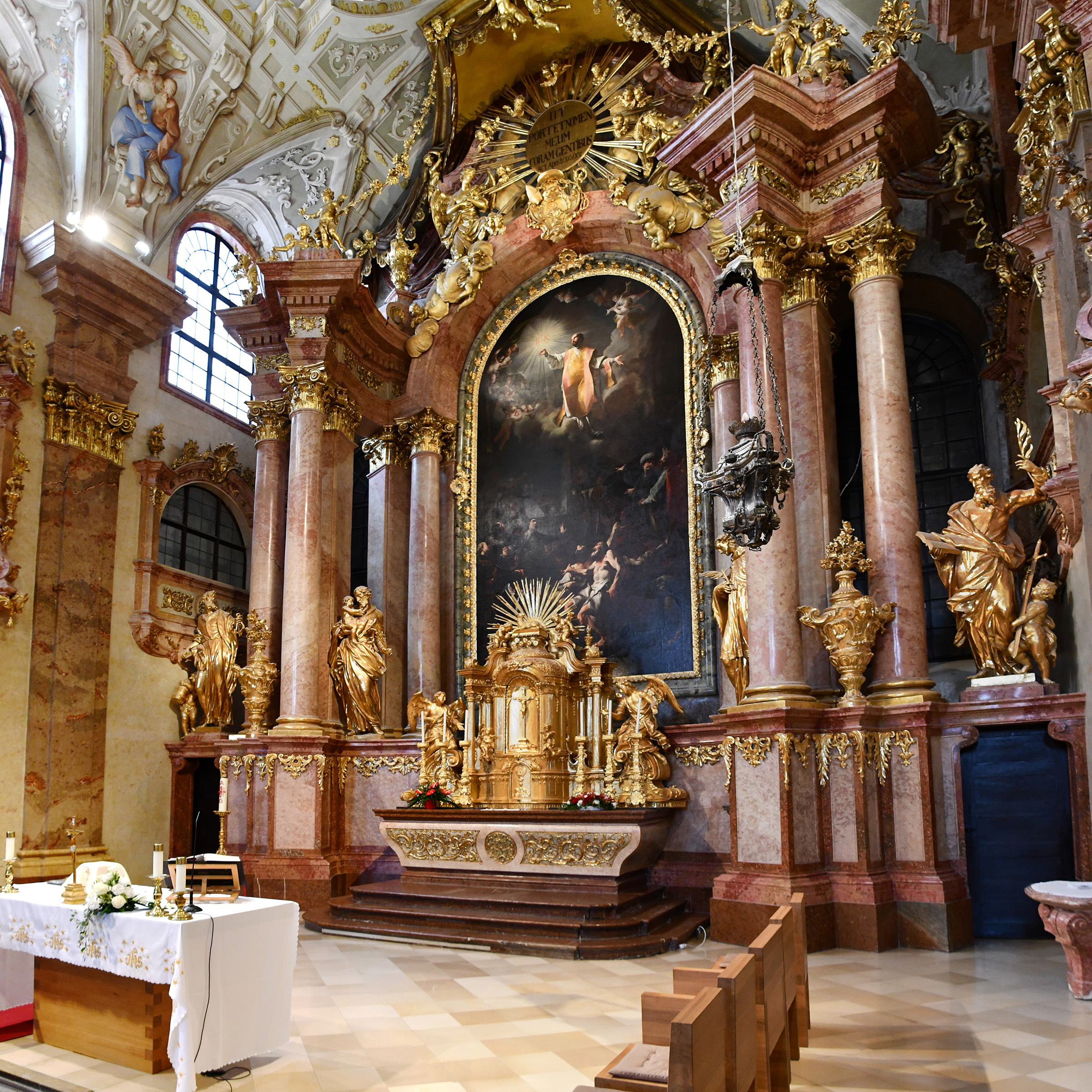
Hochaltar
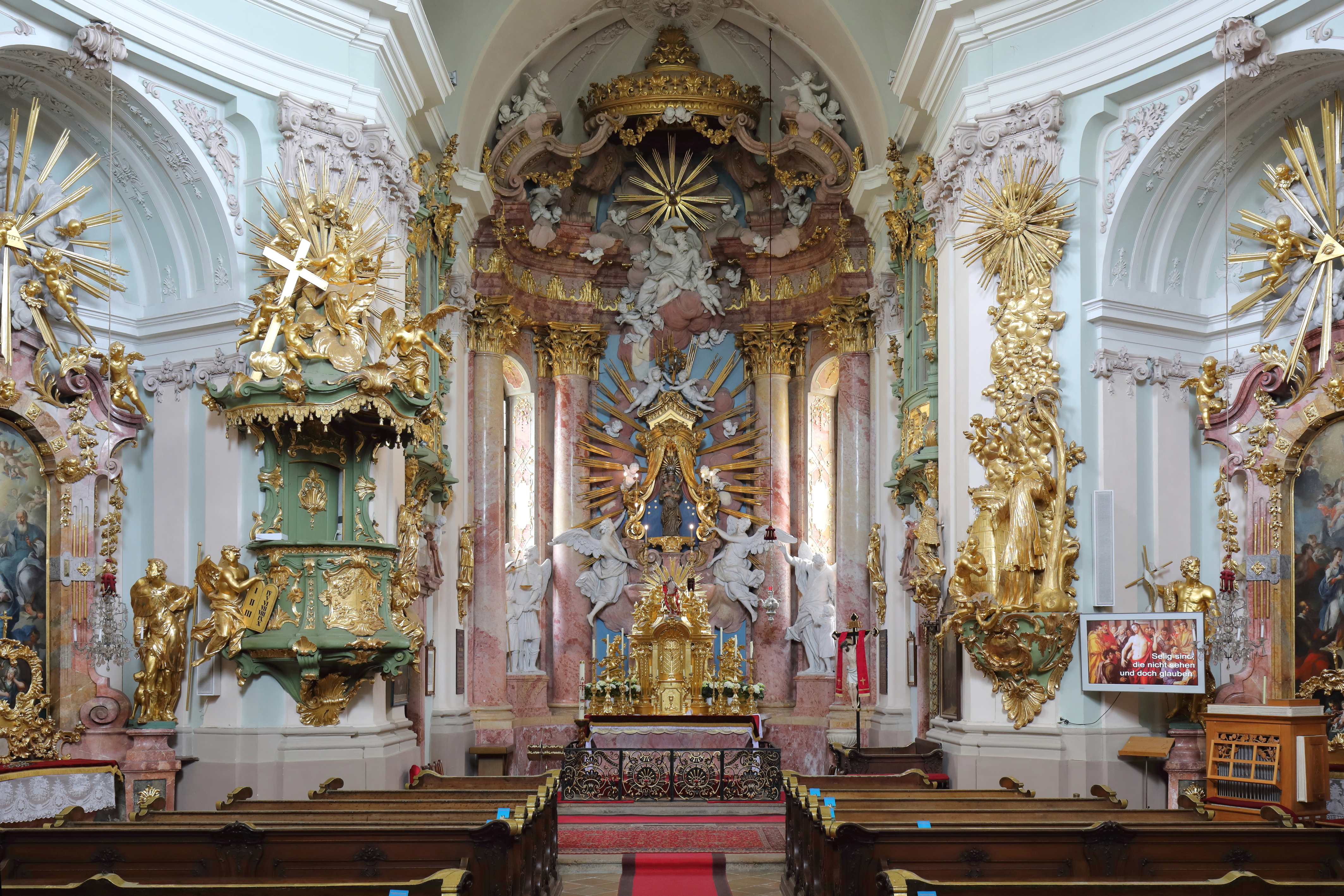
Wallfahrtskirche Hafnerberg, Altarraum
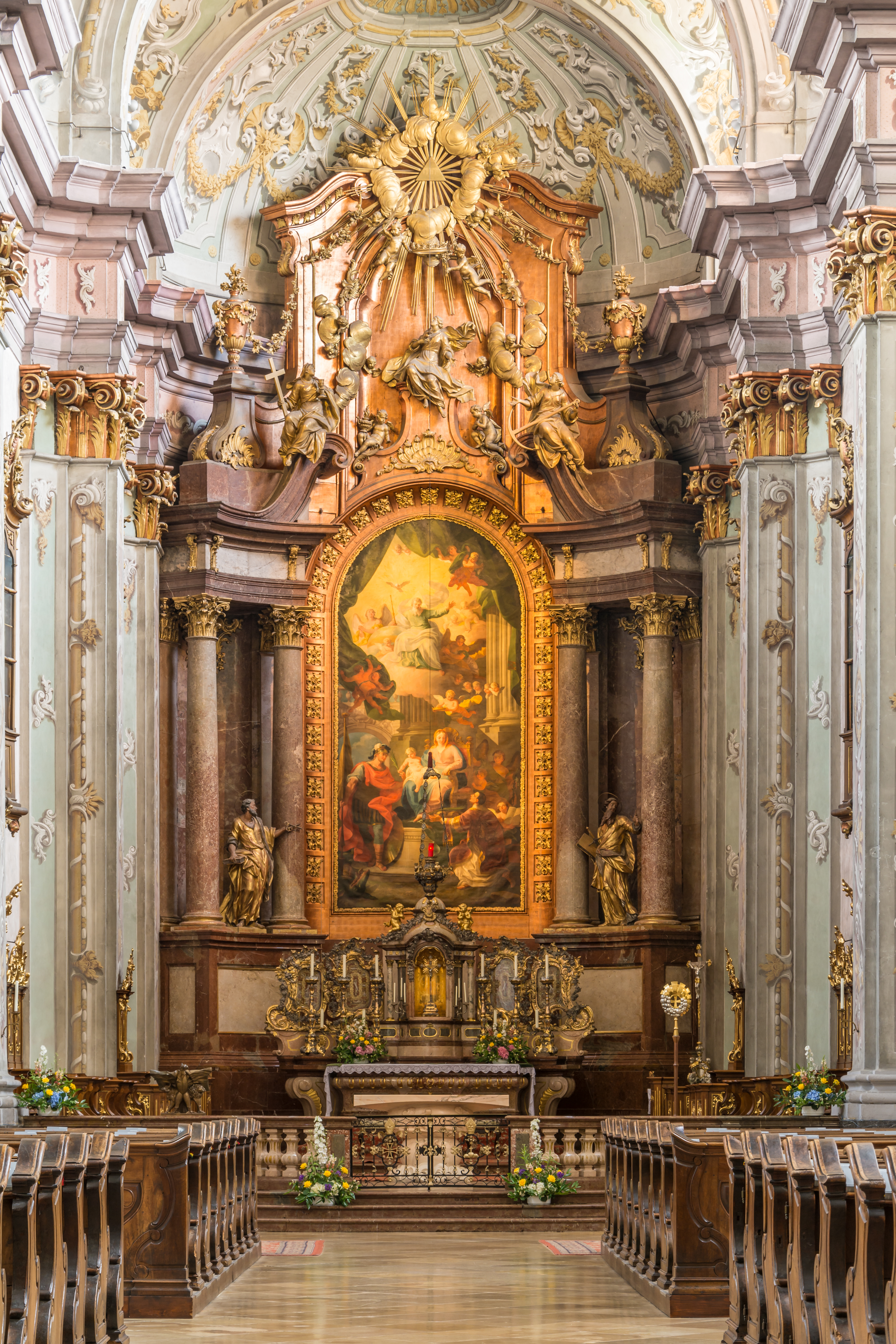
Stiftskirche Herzogenburg Hochaltar

### Wallfahrtskirche auf dem Hafnerberg
Resler schuf in der Wallfahrtskirche 1743–1745 den Hochaltar, nach einem Entwurf von Balthasar Moll, die Kanzel sowie Oratorien und Supraporten.

### Stift Klosterneuburg
Im SO-Trakt des Stiftes mit dem Erzherzoghut und mit der römischen Kaiserkrone auf der Attika-Balustrade in vier Gruppen angeordnete Steinstatuen von Rößler 1746/1747, Allegorie kaiserlicher Herrschaft und Tugenden Maria Theresias und Franz Stephans von Lothringen.

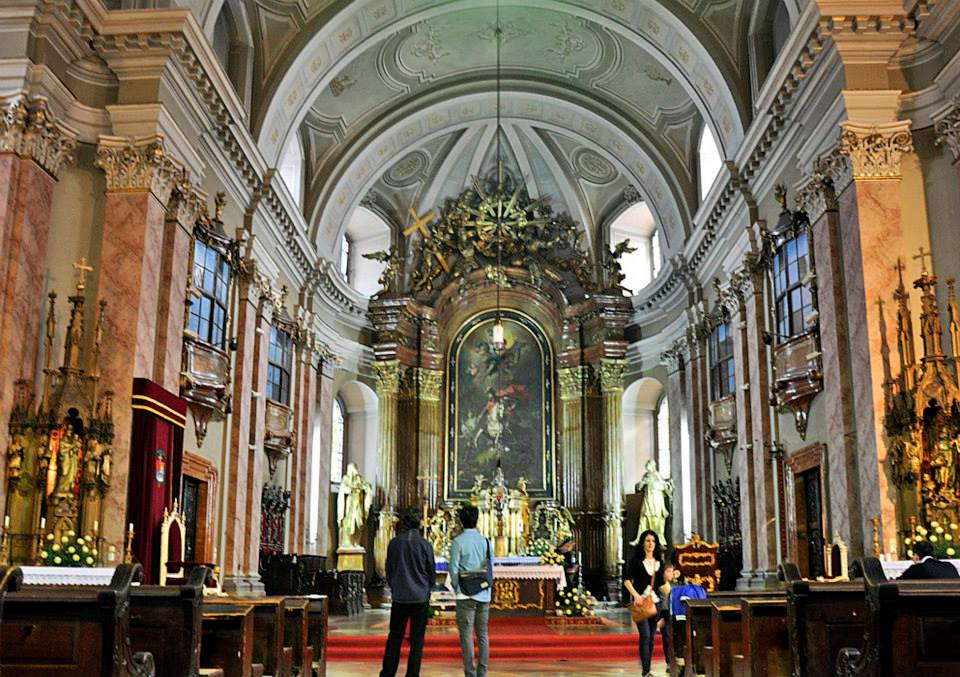
Temeswarer Dom

### Temeswarer Dom
1754 gestaltete Resler die plastische Dekoration des Doms von Temeswar.

### Wallfahrtskirche Heiligenkreuz-Gutenbrunn
Der Wiener Weihbischof Franz Anton von Marxer, von den Jesuiten ausgebildeter Domherr von St. Stephan, erwarb 1754 die Herrschaft Gutenbrunn und ließ kaum ein Jahr später, am 5. August 1755, den Grundstein für die Wallfahrtskirche und heutige Pfarrkirche Gutenbrunn-Heiligenkreuz legen. Die Kanzel mit Christus als Gutem Hirten am Schalldeckel und gegenüber die Statue des hl. Florian unter einem geschwungenen Baldachin, beide von Resler.

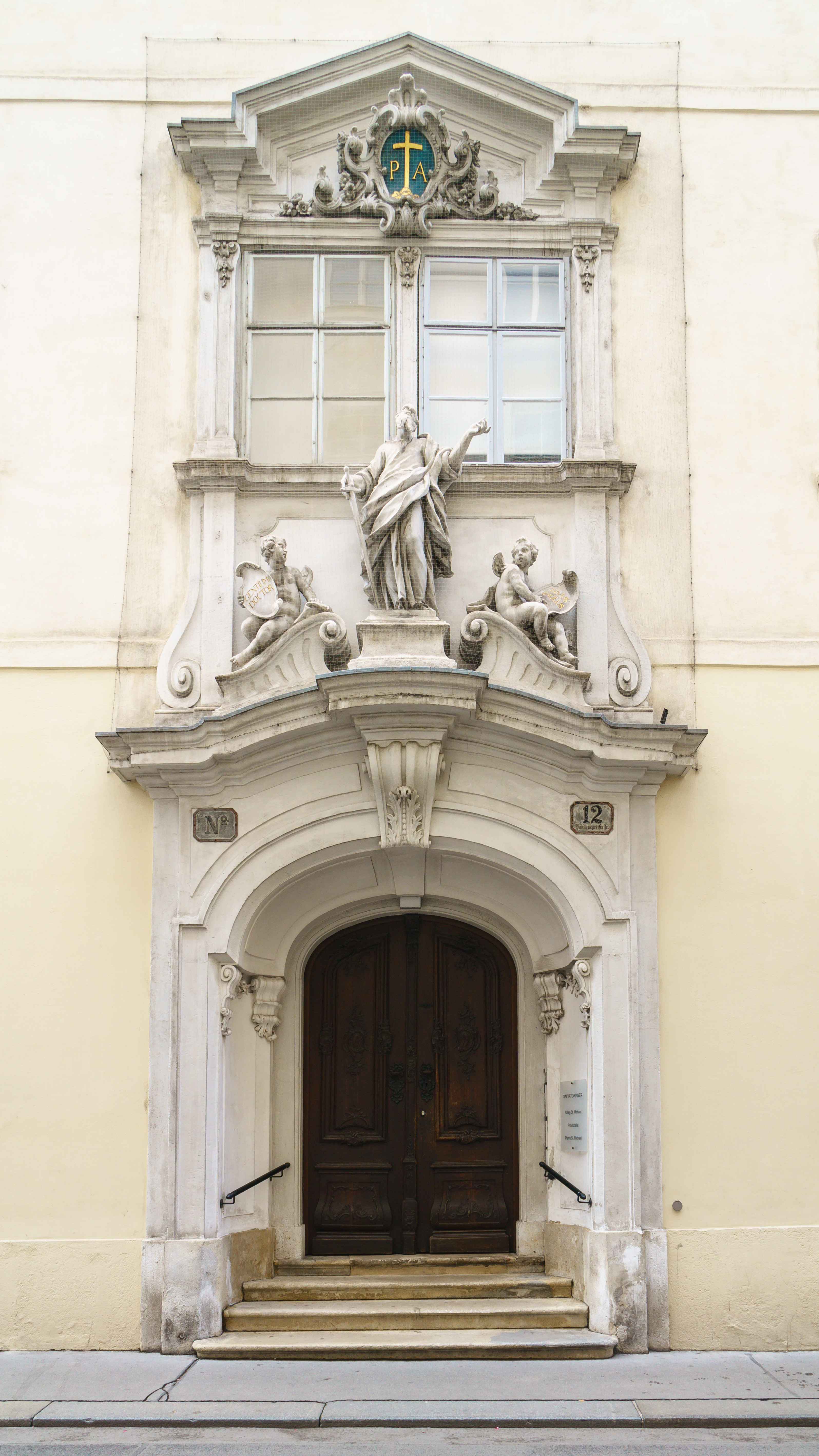
Michaelerkolleg, Portal

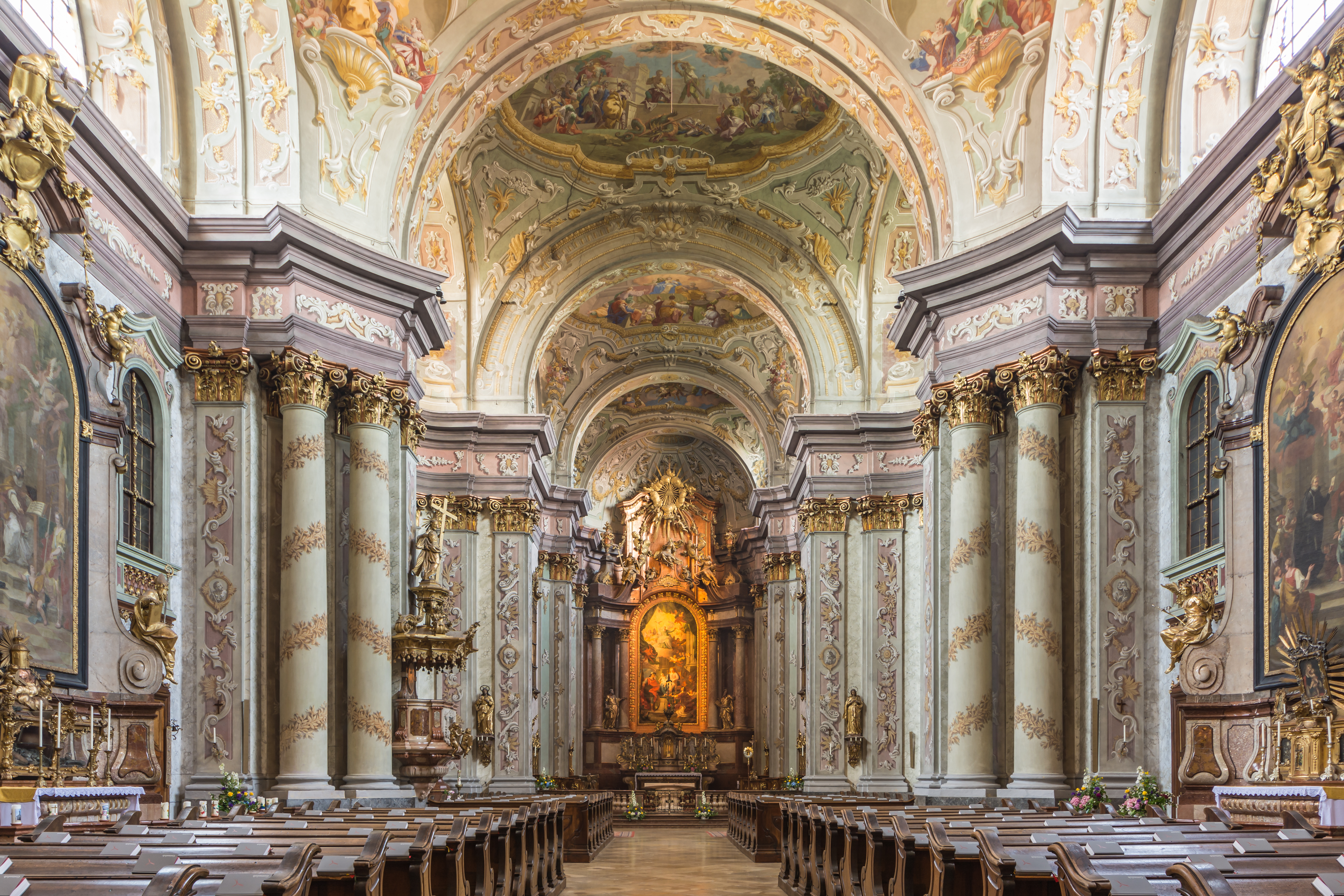
Stiftskirche Herzogenburg Statuenschmuck

### Michaelerkolleg in Wien
Für das neu errichtete Stiegenhaus gestaltete Resler, gemäß einem Kontrakt mit den Barnabiten aus dem Jahre 1756, ein Standbild von Kaiser Ferdinand II. in der Rüstung eines römischen Feldherrn. Dieser Kaiser ist nicht mehr der religiöse Fanatiker, sondern ein abgeklärter, weiser, alternder Herrscher. Er schuf auch die Figurengruppen über den Portalen der Längsfront in der Habsburgergasse. Steinmetzarbeiten durch die Meister Georg Andreas Högl und Johann Gehmacher.

### Wallfahrtskirche Maria Jeutendorf
Nach Plänen des Wiener Baumeisters Johann Enzenhofer begannen in Maria Jeutendorf 1717 die Bauarbeiten, 1727 entstanden die Portale, 1740 war die Fassade vollendet. Zwei Altäre von Resler entstanden 1757 im Eingangsbereich, der eine dem Hl. Johannes von Nepomuk geweiht, der andere dem hl. Sebastian.

### Schloss Esterházy Fertőd
1766 schuf Resler für Schloss Esterházy lebensgroße mythologische Kalkstein-Figuren, mit Engeln und Vasen. 

### Stift Herzogenburg
1743 war der Grundstein zum Neubau der Stiftskirche gelegt worden, den Franz Munggenast leitete. Der Rohbau stand um 1750, die Innenausstattung zog sich drei Jahrzehnte hin, bis 1785 die Kirchweihe stattfand. Hier fand Johann Joseph Resler eine große Aufgabe, die von 1769 an seine letzten Lebensjahre ausfüllte. Statuen für den 1770 fertiggestellten Hochaltar, Entwurf und Ausführung zweier Seitenaltäre, sein wahrscheinlich letztes Werk – eine Hieronymusstatue, die eindrucksvoll Reife und Virtuosität des greisen Bildhauers offenbart.

## Tod
Johann Joseph Resler starb am 9. April 1772, kurz nach Fertigstellung der letzten Figuren für die Stiftskirche von Stift Herzogenburg. Sein Testament belegt, dass er wohlhabend war, er hinterließ seinen vier Töchtern namhafte Beträge, seine Frau Anna Sabina bestimmte er zur wahren und rechtmäßigen Universalerbin.
Die Witwe führte die Werkstatt eine Zeitlang weiter. Sie lieferte die fertiggestellten Figuren für den Augustinusaltar der Herzogenburger Stiftskirche. Mit dabei einer ihrer Gesellen namens Mayr. Sie starb im darauffolgenden Jahr am 27. März 1773 mit 69 Jahren.